# Kleopatra (powieść Henry’ego Ridera Haggarda)
Kleopatra (oryg. ang. Cleopatra) – powieść historyczna angielskiego pisarza Henry’ego Ridera Haggarda, autora powieści przygodowych i fantastyczno-historycznych.

## Tło powstania utworu

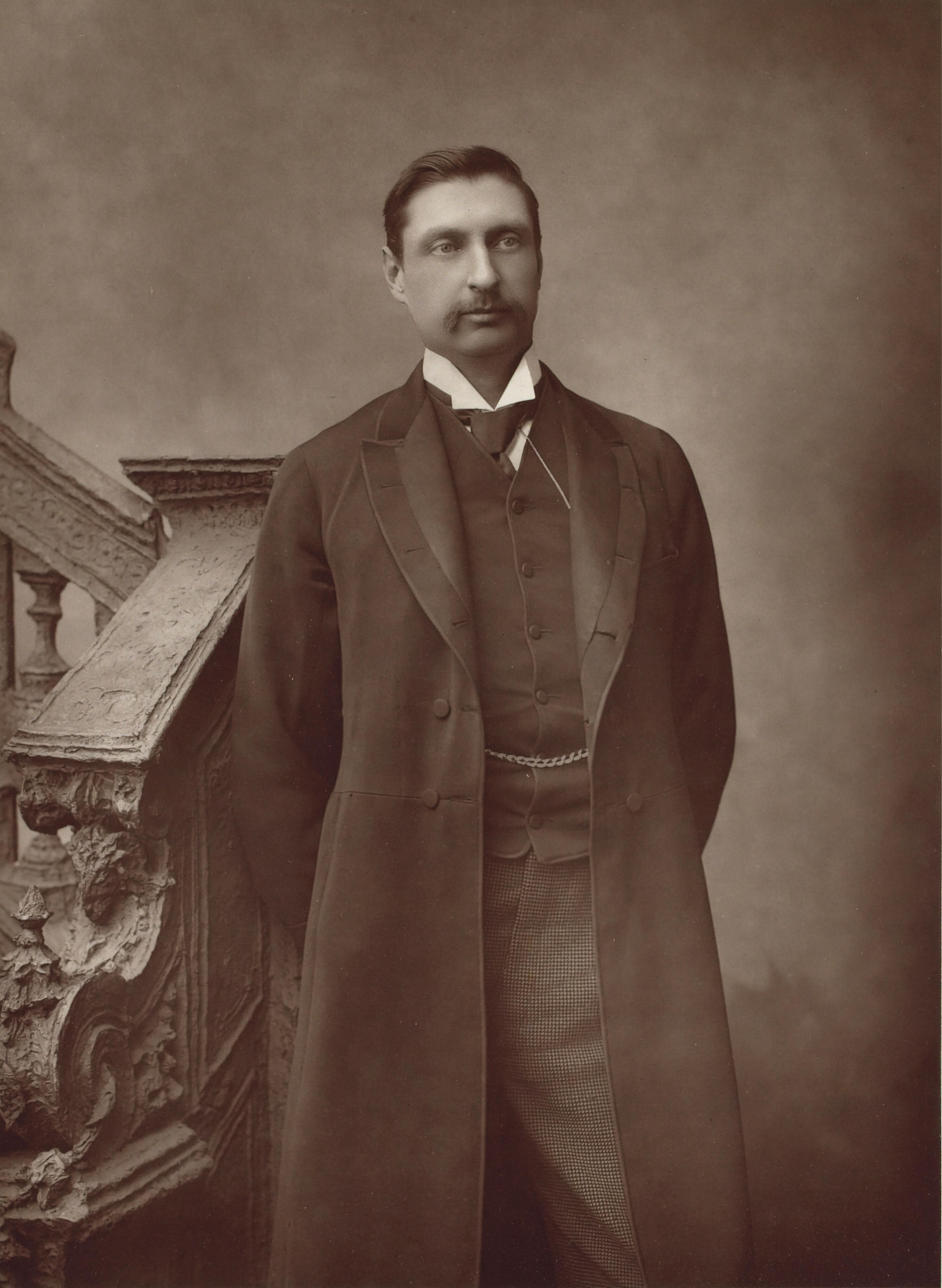
Autor w okresie tworzenia powieści (fot. z końca lat 80. XIX wieku)

Pisarz stworzył tę powieść po sukcesie odniesionym utworami Kopalnie króla Salomona (1885) i Ona (1887), w których zawarł już pewne wątki starożytne. Widocznie uległ również wpływom europejskiej mody na twórczość związaną ze światem starożytnym (w tym i z Egiptem faraonów), co wiązało się z nieustannie dokonywanymi tam ciekawymi odkryciami (także badaczy angielskich) oraz z tematyką staroegipską obecną w ówczesnym malarstwie. Dodatkowym bodźcem były wrażenia i wiedza zyskane podczas odbytej w 1888 r. podróży do Egiptu.
O wyborze tematu i tytułowej postaci zdecydowała zapewne popularność ostatniej królowej Egiptu oraz jej dramatu miłości i władzy, od wieków utrzymująca się w sztuce i literaturze europejskiej. Fabułę utworu Haggard oparł zasadniczo na faktach podanych przez historiografię antyczną. Do pisania przygotowywał się przyswajając sobie dostępną wówczas wiedzę o wierzeniach i obyczajach staroegipskich, o czym pośrednio świadczą jego przypisy objaśniające. 
Pełny, rzadko uwzględniany tytuł powieści brzmi: Cleopatra – being an account of the fall and vengeance of Harmachis, the Royal Egyptian, as set forth by his own hand („Kleopatra, to jest relacja o upadku i zemście Harmachisa, Egipcjanina krwi królewskiej, własnoręcznie przez niego przedstawiona”). W formie kieszonkowej (wówczas nowość) książka ukazała się w 1889 r. w londyńskim wydawnictwie Longmans, Green & Co. – niemal równolegle z popularną powieścią historyczno-przygodową Kot z Bubastis („The Cat of Bubastes”) George’a A. Henty'ego, również osadzoną w tematyce staroegipskiej. W tym samym roku opublikowano też przekład niemiecki (w Lipsku, w wydawnictwie B. Tauchnitza).

## Treść
Prolog stanowi obszerny list od przyjaciela autora, w którym szczegółowo opisano historię odnalezienia tajemniczej mumii w skalnym grobowcu wskazanym przez łupieżczych Arabów. Pewne oznaki zdradzają niezwykle dramatyczne okoliczności tego pochówku, a wyjaśnieniem mogą być trzy zwoje zapisanego papirusu znalezione przy  zmarłym.
Zasadnicza fabuła ma formę przedśmiertnego wyznania człowieka, który zawiódł wszystkich, a teraz oczekuje jedynie sprawiedliwej śmierci. Akcja rozgrywa się w Egipcie ptolemejskim, w schyłkowym okresie rządów hellenistycznej dynastii Lagidów (Ptolemeuszy), którzy z wolna popadają w zależność od rosnącego w siłę Rzymu.
Narratorem i zarazem bohaterem wydarzeń jest pochodzący z dawnego królewskiego rodu syn arcykapłana – Harmachis, tuż po narodzinach wybrany do roli przyszłego faraona mającego zastąpić znienawidzonych Ptolemeuszy jako władca odnowionego Egiptu. Podczas przygotowań do swego zadania i powierzonej roli zostaje w ciągu lat poddany naukom, wtajemniczeniom i misteryjnym obrzędom, by ostatecznie w tajnej ceremonii zostać koronowanym na faraona w rodzinnym Abouthis. Następnie udaje się do stołecznej Aleksandrii, gdzie ma wniknąć w najbliższe otoczenie Kleopatry, na którą osobiście ma dokonać zamachu. Współdziała z nim ściśle jego kuzynka Charmion, dama dworu, która wprowadza go do pałacu królowej. Przyjęty przez Kleopatrę w charakterze nadwornego maga i astrologa, nie jest świadom, że zakochana w nim, lecz odtrącona Charmion może w odwecie pokrzyżować jego wielkie plany ; z drugiej strony powoli ulega nieodpartemu zafascynowaniu królową.

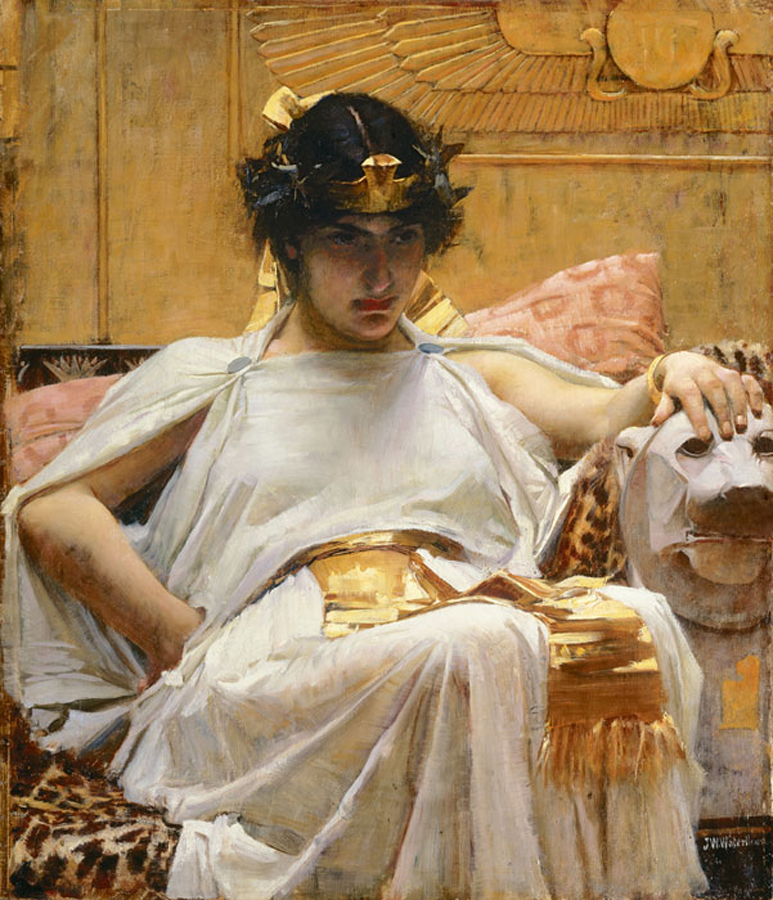
...Przechylając się do tyłu, rzuciła na mnie spojrzenie spod wpółprzymkniętych powiek... (Kleopatra – mal. John W. Waterhouse, 1888)

Kiedy dokładnie zaplanowany spisek jest gotowy, Harmachis zawodzi nie potrafiąc sobie poradzić z nurtującym go uczuciem do Kleopatry. Zdemaskowany i rozbrojony, zostaje chytrze unieszkodliwiony. Rozbiwszy całe sprzysiężenie królowa jednak darowuje mu życie, a nawet czyni go swym przyjacielem i powiernikiem, wyznaczając mu rolę, jaką będzie musiał pełnić wbrew sobie i złożonym wcześniej przysięgom. Kiedy zjawia się poselstwo od Marka Antoniusza, królowa – deklarując zamiar bronienia Egiptu przed Rzymianami, nakłania Harmachisa do kolejnego sprzeniewierzenia: wydania jej odwiecznego skarbu faraonów ukrytego w jednej z piramid. Zdradzony później i wyszydzony przez Kleopatrę, która publicznie się go zapiera nie dotrzymując swych obietnic, zmuszony jest następnie towarzyszyć jej do Cylicji na spotkanie z Markiem Antoniuszem, a zagrożony zgładzeniem – ucieka z pomocą osób życzliwych. Po dramatycznych przejściach powraca do Egiptu pod imieniem Olimpusa i z całkowicie zmienionym wyglądem. W Abouthis odwiedza przed śmiercią ojca, który go przeklął, i podejmuje plan zemsty jako człowiek, którego „bogowie opuścili, a ludzie się wyparli”.
Zyskawszy w ciągu kolejnych lat rozgłos i sławę jako lekarz-cudotwórca i mag zamieszkujący jeden z grobowców w Dolinie Śmierci pod Tebami, po 9 latach zostaje wezwany przez Kleopatrę do Aleksandrii, gdy rządy jej i Antoniusza chylą się ku upadkowi po bitwie pod Akcjum. Tam, wspólnie z Charmion, udając szczerych doradców, doprowadzają parę władców do ostatecznej zguby zakończonej samobójczą śmiercią obojga. Spełniwszy swą rolę, umierają również Charmion i stara piastunka – wierna pomocnica Atua. Bohater udaje się do rodzinnego Abouthis, gdzie odpowiadając za swą zdradę, podda się osądowi arcykapłanów kraju przybyłych na doroczne święto Izydy.

## Postacie
- Harmachis – narrator i bohater opowieści, syn arcykapłana z rodu faraońskiego, przeznaczony na przyszłego władcę Egiptu
- Amenemhat – ojciec Harmachisa, arcykapłan świątyni Setiego w Abouthis
- stara kobieta Atua – piastunka Harmachisa, która uratowała mu życie w dzieciństwie, wiernie służąc do końca
- Sepa – wuj Harmachisa uczestniczący w jego przygotowaniach i spisku, arcykapłan miasta Annu
- kapłan (świątyni) Izydy – uczestniczący w najważniejszym wtajemniczeniu Harmachisa
- Kleopatra – „grecka” królowa Egiptu z dynastii macedońskich zdobywców, uważana za uzurpatorkę przez rodowitych Egipcjan
- Charmion – przyboczna dama dworu Kleopatry, krewna Harmachisa
- Paulus – Rzymianin, dowódca straży pałacowej
- Brennus – dowódca galijskiej straży przybocznej Kleopatry
- Kwintus Delius – poseł Marka Antoniusza
- Marek Antoniusz – wódz rzymski, jeden z triumwirów, uwiedziony przez Kleopatrę i przeciwstawiony pozostałym

## Cechy powieści
Zasadnicza fabuła utrzymana jest w narracji jednoosobowej. Konstrukcja powieści (poprzedzonej notą autora) obejmuje prolog (Wstęp) oraz 3 księgi (Przygotowania Harmachisa, Upadek Harmachisa, Zemsta Harmachisa) odpowiadające trzem zwojom papirusu, na których rzekomo spisano opowieść. W istocie autor nadał utworowi budowę tragedii antycznej, podzielonej na trzy akty poprzedzone prologiem. Dostrzegalna jest względna stałość miejsc akcji (Abouthis, Aleksandria, Tars w Cylicji), wykorzystanie w ciągłości fabuły niewielu postaci (wyraźnie pierwszo- i drugoplanowych, nie licząc niemych) oraz niektóre ujęcia sytuacyjne mające charakter sceniczny. Podobieństwo do antycznej tragedii nasuwa również trudny i wzniosły język utworu. 

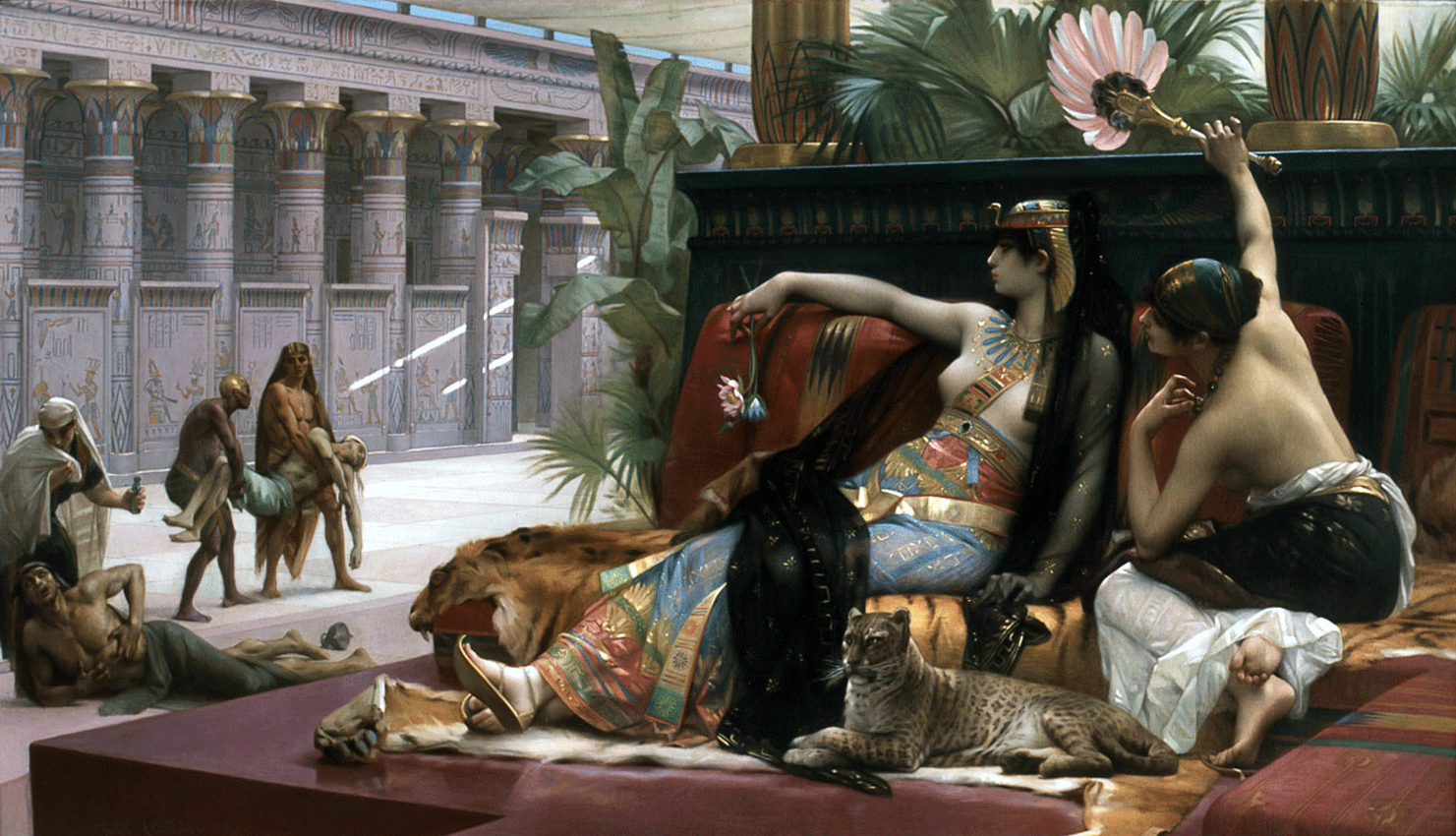
Przy niej... Charmion..., na marmurach zaś rozpostarte tu i ówdzie leżały martwe ciała mężczyzn, z których jeden jeszcze konał (Alexandre Cabanel – Kleopatra próbująca trucizn na skazanych, 1887)

Pod względem charakterologicznym postacie powieści potraktowano relatywistycznie: nie są one jednoznaczne, we wszystkich dobro miesza się ze złem ; budzą one zarówno sympatię jak i odrazę. Ostatnia królowa Egiptu przedstawiona jest zdecydowanie jako kobieta fatalna. W ujęciu psychologicznym autor w istocie powiela wizerunek Kleopatry przekazany przez niechętną jej historiografię antyczną (Plutarch, Swetoniusz, Appian z Aleksandrii i in.): jako kobiety podstępnej, cynicznej i bezwzględnej w imię żądzy władzy, stanowiącej główny motor jej działań. Wpływ na powstanie konkretnych scen dramatycznych (np. trucia przez Kleopatrę skazanych w rozdz. VI księgi III) miały informacje starożytnych autorów, z upodobaniem odtwarzane przez XIX-wieczne malarstwo.
Poza warstwą romansowo-przygodową pisarz (jak sam wyjaśnia we Wstępie) miał jednak ambicję głębszego wniknięcia w przyczyny klęski i upadku ostatniej władczyni Egiptu), próbując w swoistej interpretacji wyjaśnić powody konkretnych zdarzeń przekazanych przez historiografię (np. ucieczka Kleopatry z bitwy pod Akcjum). Na przykładach Kleopatry i Charmion usiłował też szczególnie wniknąć w uczuciowość kobiecą, analizując ją w różnych aspektach i sytuacjach. Uwidacznia się (wyraźnie już wcześniej wykazane w powieści Ona) zainteresowanie Haggarda nie tylko tajnikami psychiki kobiecej, ale także starożytnym mistycyzmem (kult Izydy).
Na tle poprzednich utworów pisarza powieść nie cieszyła się jednak nadmiernym uznaniem ; pomijano ją też raczej w szerszych omówieniach jego twórczości. Pewien wpływ na to miał zapewne sztuczny, archaizowany język narracji. Nużyć mógł też nazbyt eksponowany mistycyzm z przesadnymi opisami staroegipskich rytuałów. Przy nie zawsze też wiarygodnym wizerunku tytułowej bohaterki, uznanie jednak wzbudza dostatecznie fascynująca i całkiem przekonująca fabuła. Zaletą utworu są również często znakomite dialogi oraz zręczne splatanie losów głównych postaci.

## Wpływ i odbiór
Pomysł powieści historycznej będącej przedśmiertną „spowiedzią życia” skazanego, spisaną na zwojach papirusu, podjął znacznie później Mika Waltari tworząc swego Egipcjanina Sinuhe (1945). Wykorzystał on również motyw fatalnego zauroczenia bohatera kobietą piękną i podstępną, która traktuje go zarazem jak wygodne narzędzie i igraszkę miłosną.

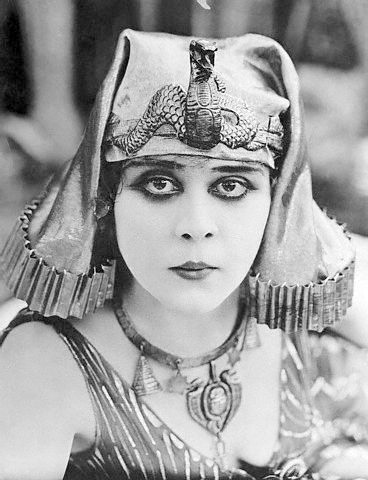
Theda Bara jako Kleopatra

Wcześniej powieść Haggarda znalazła odbicie w nakręconym przez amerykańską wytwórnię Fox Films w 1917 r. niemym filmie Cleopatra – the Siren of the Nile (reż. J. Gordon Edwards), w którym rolę tytułową zagrała Theda Bara. Mimo iż scenariusz oparto na kombinowanej podstawie z kilku utworów (także Szekspira), zapożyczenia z jego powieści były tak oczywiste, że autor wytoczył proces o odszkodowanie, a sam film objęto zakazem dystrybucji w Wielkiej Brytanii. Poza tym – w przeciwieństwie do wielokrotnie ekranizowanych Kopalń króla Salomona i Ona – powieść nigdy już filmowana w związku z często podejmowanym tematem Kleopatry nie była.
Mimo ogólnej popularności tego utworu, w Polsce odnotować można jedynie dwa (oba powojenne) jego wydania w tłumaczeniu Zbigniewa Musiała: z 1958 (Wydawnictwo Poznańskie) i 1996 roku (Zysk i Sp.).